# 救殭清道夫
《救殭清道夫》是一部2017年的香港電影，由甄栢榮與樂隊ToNick主音趙善恆合導，鄧瑞華任武術導演，錢小豪、蔡瀚億、林明禎、吳耀漢、羅莽、趙學而、袁祥仁、邵音音主演。
原名《屍奔日記》並獲2016年香港亞洲電影投資會的「HAF大獎」。

## 劇情內容
食物環境衛生署設立了一個特別行動組（Vampire Cleanup Department，簡稱VCD），以處理城市裡的殭屍。吊兒郎當的張春天（蔡瀚億飾）一次被殭屍咬到卻沒有變成殭屍，結果被VCD的聰叔（吳耀漢飾）與阿秋（錢小豪飾）救回，其後更來到VCD總部遇上老姜（袁祥仁飾）、大舊駒（羅莽飾）與首領（趙學而飾）。春天從此在VCD工作，首次行動被百年老屍王逃脫時，卻遇上了少女殭屍奕小夏（林明禎飾），春天沒聽從阿秋命令燒毀小夏，反而帶她回家，發現她漸見人性，並愛上了小夏。然而，老屍王卻再度出現，咬死了不少市民，警方亦隨即捉走了小夏到商場。在消滅老屍王途中，老屍王咬傷了阿秋，但經過一場激烈的戰鬥後，老屍王最終被消滅，其後小夏亦因消滅老屍王時重傷而灰飛煙滅了。不久之後，春天的血被製成疫苗，疫苗亦救了阿秋一命，而春天則升了職，教導不少新人，從新人當中見到樣貌非常像小夏的女新人---陳冬冬（林明禎分飾）。最後，首領宣佈外面有殭屍，阿秋和春天亦乘坐垃圾車出外處理殭屍。

## 演員表
主演
- 錢小豪 飾 葉之秋
- 蔡瀚億 飾 張春天
- 林明禎 飾 奕小夏、陳冬冬
- 吳耀漢 飾 聰叔
- 羅莽 飾 大舊駒
- 趙學而 飾 M
- 袁祥仁 飾 老
- 羅志星 飾 彊屍王
- 郭漢柱 飾 彊屍王

客串
- 曾志偉 飾 李Sir
- 邵音音 飾 天婆婆
- 歐錦棠 飾 張一龍
- 李尚正 飾 朱Sir
- 趙善恆 飾 司機
- 譚杏藍 飾 葉小倩（記者）
- 黃奕晨 飾 警察（PC28210）
- 詹瑞文 飾 粥店老闆

## 主題曲
《長相廝守》
作曲：ToNick
作詞：梁栢堅、薑檸樂
編曲：ToNick
監製：Adrian Chan、ToNick
主唱：ToNick

## 分級
| 國家/地區 | 分級       |
| --------- | ---------- |
| 台灣      | 輔導十二級 |
| 香港      | IIB級      |
| 澳門      | C組        |
| 馬來西亞  | P13        |
| 新加坡    | P13        |

## 奬項及提名
| 年度   | 颁奖典礼                     | 奖项             | 姓名                                                    | 结果 |
| ------ | ---------------------------- | ---------------- | ------------------------------------------------------- | ---- |
| 2018年 | 微博之星2017                 | 微博給力電影     | 《救殭清道夫》                                          | 提名 |
| 2018年 | 微博之星2017                 | 微博給力男主角   | 蔡瀚億                                                  | 提名 |
| 2018年 | 微博之星2017                 | 微博給力女主角   | 林明禎                                                  | 提名 |
| 2018年 | 第一屆MOVIE6全民票選電影大獎 | 最佳女配角       | 邵音音                                                  | 提名 |
| 2018年 | 第37屆香港電影金像獎         | 最佳女配角       | 邵音音                                                  | 提名 |
| 2018年 | 第37屆香港電影金像獎         | 最佳原創電影歌曲 | 長相廝守 作曲：ToNick 填詞：梁栢堅、薑檸樂 主唱：ToNick | 提名 |

## 外部連結
- 香港影庫上《救殭清道夫》的資料（繁體中文）
- 開眼電影網上《救殭清道夫》的資料（繁體中文）
- 豆瓣电影上《救殭清道夫》的資料 （简体中文）
- 时光网上《救殭清道夫》的資料（简体中文）
- 互联网电影数据库（IMDb）上《救殭清道夫》的资料（英文）